# Fifteenth United States Army
Die Fifteenth United States Army (deutsch 15. US-Armee) war die letzte alliierte Armee, die im Zweiten Weltkrieg gegen Deutschland eingesetzt wurde.

## Geschichte

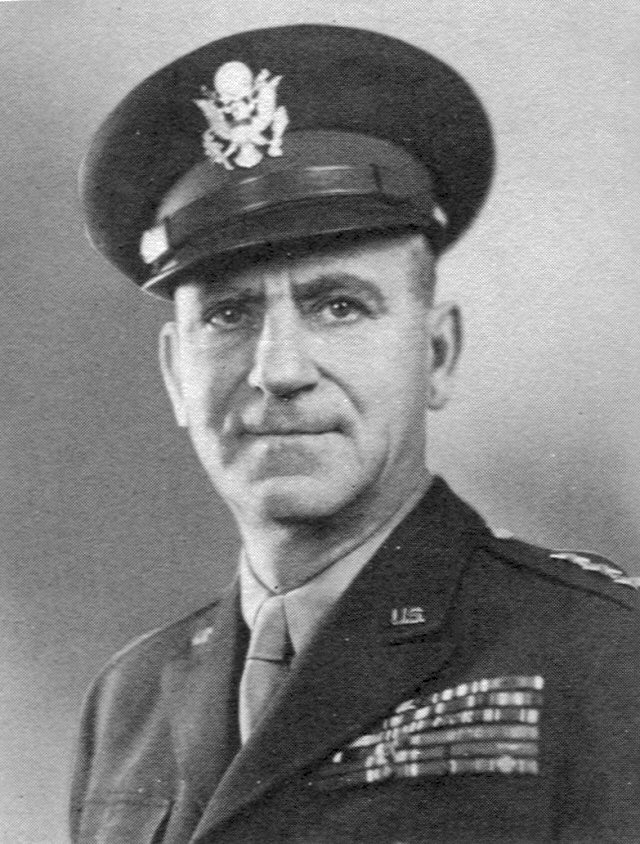
Leonard T. Gerow

Die Kommandobehörde der 15. Armee wurde am 21. August 1944 in Fort Sam Houston, Texas, aus Teilen der 4. US-Armee gebildet. Designierter Oberbefehlshaber war zu diesem Zeitpunkt John P. Lucas, Oberbefehlshaber der 4. Armee. Bereits zuvor war der Befehl ergangen, ein Vorauskommando für den späteren Einsatz in Europa zu bilden. Dieses verließ New York Anfang November mit Ziel Schottland und nahm wenig später Quartier in Doddington Hall, Cheshire. In Vorbereitung auf den Einsatz an der Westfront wurde Mitte Dezember das Hauptquartier im Chateau d'Ardennes bei Dinant, Belgien, bezogen. Aufgrund der Bedrohung durch die deutsche Ardennenoffensive musste dieses kurze Zeit später geräumt und ein neues Quartier in Cerfontaine, Belgien, bezogen werden, eine weitere Verlegung nach Fme. de Suippes in Frankreich folgte. Am 28. Dezember verließ das eigentliche Hauptquartier mit 208 Offizieren und 624 Mannschaften an Bord der Empire Javelin Southampton, auf dem Weg über den Ärmelkanal ereignete sich eine Explosion, die vermutlich von einer Mine oder einem Torpedo herrührte. Die französische Fregatte L'Escarmouche und kleinere Schiffe konnten die Passagiere bis auf 13 Vermisste retten, bevor das Schiff unterging.
Anfang Januar 1945 übernahm Generalmajor Ray E. Porter in Suippes den Befehl über die Armee. Am 6. Januar erreichte die Armee operativen Status als Teil der 12th Army Group. Wenig später, am 16. Januar, übernahm Generalleutnant Leonard T. Gerow die Armee, der sich zuvor als Kommandierender General des V Corps bei der Abwehr der Ardennenoffensive ausgezeichnet hatte. Bis März 1945 war die 15. Armee mit Aufgaben der Ausbildung, Neuausrüstung und Rehabilitierung von US-Truppen im Hinterland der Front beschäftigt. Ferner gehörten Planungen im Zusammenhang mit der zukünftigen Besetzung Deutschlands zu ihren Aufgaben.
Am 31. März übernahm die 15. Armee die Leitung der Operationen gegen die deutschen „Atlantik-Festungen“ St. Nazaire und Lorient. Am 1. April wurde ihr zusätzlich die Aufgabe übertragen, die Westfront entlang des Rheins zwischen Bonn und Neuss zu sichern (später erweitert bis Homberg). Ferner sollte sie sich darauf vorbereiten, die Aufgaben der Militärregierung in der Rheinprovinz, im Saarland, der Pfalz und Rheinhessen zu übernehmen. Diese Aufgaben sollten das XXII und XXIII Corps übernehmen. Hierzu wurde das neue Armeehauptquartier am 16. April in Bad Neuenahr bezogen.
Nach dem Kriegsende in Europa wurde in Übereinstimmung mit den Vereinbarungen über die Besatzungszonen die Rheinprovinz im Juni an die Briten übergeben, die restlichen Gebiete im Juli an die Franzosen. Das Hauptquartier der 15. Armee bestand in lediglich administrativer Funktion bis Januar 1946 in Bad Nauheim fort.